# Stefano Pirazzi
Stefano Pirazzi (Alatri, 11 maart 1987) is een Italiaans wielrenner.
Pirazzi won in 2007 namens een Italiaanse selectie een etappe in de Giro delle Regione en twee etappes in de Ronde van Lleida. In 2009 won hij de Gara Ciclistica Millionaria. In 2010 reed hij z'n eerste grote ronde uit. In 2013 won hij het bergklassement in de Ronde van Italië. Een jaar later won hij een etappe.
Op 4 mei 2017 werd vlak voor de start van de Ronde van Italië van 2017 bekend dat Pirazzi op 26 april 2017 positief testte op groeihormonen tijdens een out-of-competition-controle. Zijn teamgenoot Nicola Ruffoni testte positief op dezelfde producten. Pirazzi werd van 26 april 2017 tot 3 maart 2021 geschorst. Het restant van het seizoen 2021 zou Pirazzi uitkomen voor het Albanese Amore & Vita-Prodir.
Zijn tweelingbroer Roberto is ook wielrenner.

## Overwinningen
2007
3e etappe Giro delle Regioni
4e en 5e etappe Ronde van Lleida
2009
Gara Ciclistica Millionaria
2011
Bergklassement Ronde van Reggio Calabria
2012
Bergklassement Tirreno-Adriatico
2013
Bergklassement Ronde van Italië
2014
17e etappe Ronde van Italië
2016
4e etappe Internationale Wielerweek

## Resultaten in voornaamste wedstrijden
| Jaar | Ronde van Italië | Ronde van Frankrijk | Ronde van Spanje |
| ---- | ---------------- | ------------------- | ---------------- |
| 2010 | 120e             |                     |                  |
| 2011 | 61e              |                     |                  |
| 2012 | 46e              |                     |                  |
| 2013 | 44e              |                     |                  |
| 2014 | 85e (1)          |                     |                  |
| 2015 | 22e              |                     |                  |
| 2016 | 18e              |                     |                  |

| Jaar | Milaan-San Remo | Amstel Gold Race | Ronde van Lombardije |
| ---- | --------------- | ---------------- | -------------------- |
| 2010 |                 |                  |                      |
| 2011 | 125e            |                  | opgave               |
| 2012 |                 |                  |                      |
| 2013 |                 |                  |                      |
| 2014 | opgave          |                  | opgave               |
| 2015 | opgave          | opgave           | opgave               |
| 2016 | opgave          |                  | opgave               |

## Ploegen
- 2010 –  Colnago-CSF Inox
- 2011 –  Colnago-CSF Inox
- 2012 –  Colnago-CSF Inox
- 2013 –  Bardiani Valvole-CSF Inox
- 2014 –  Bardiani CSF
- 2015 –  Bardiani CSF
- 2016 –  Bardiani CSF
- 2017 –  Bardiani CSF (tot 19-5)
- 2021 –  Amore & Vita-Prodir (vanaf 5-3)

Andreetta · Barbin · Battaglin · Boem · Bongiorno · Chirico · Colbrelli · Manfredi · Piechele · Pirazzi · Ruffoni · Simion · L.Sterbini · S.Sterbini · Tonelli · Zardini
Andreetta · Barbin · Boem · Bongiorno · Chirico · Ciccone · Colbrelli · Maestri · Pirazzi · Rota · Ruffoni · Simion · L.Sterbini · S.Sterbini · Tonelli · Velasco · Zardini
Albanese · Andreetta · Barbin · Boem · Bresciani · Ciccone · Maestri · Maronese · Pacinotti · Pirazzi · Rota · Ruffoni · Simion · Sterbini · Tonelli · Velasco · Wackermann · Zardini · Fortunato (stagiair) · Orsini (stagiair)